# Xenocharax
Xenocharax is een monotypisch geslacht van straalvinnige vissen uit de familie van de hoogrugzalmen (Distichodontidae).

## Soort
- Xenocharax spilurus Günther, 1867